# ZZ Top
ZZ Top es una banda estadounidense de blues rock y hard rock formada en 1969 en Houston, Texas. Este power trio lo conforman Billy Gibbons en la guitarra y la voz, Dusty Hill en el bajo, los teclados y la voz, y Frank Beard en la batería. Tienen el mérito de ser uno de los pocos grupos de rock que todavía conservaba sus miembros originales después de cincuenta años (hasta la muerte de Hill en el 2021), y además de haber mantenido un número casi similar de años al mismo mánager y productor, Bill Ham. Popularmente son conocidos gracias a su particular estilo, principalmente de Gibbons y Hill, quienes siempre son retratados llevando gafas de sol, ropa parecida o en ocasiones idénticas y larguísimas barbas.
Iniciaron su carrera musical en la década de los setenta con un sonido marcado en el blues rock y el rock sureño, aunque manteniendo el característico hard rock. Sin embargo, alcanzaron la fama comercial en los años ochenta gracias a sus discos Eliminator de 1983 y Afterburner de 1985, con un estilo más cercano al rock electrónico y con la inclusión del uso de sintetizadores. En los años noventa retornaron en gran medida a su estilo setentero, pero sin perder del todo el uso de los teclados. Esto provocó en parte el alejamiento de sus discos en las listas de popularidad, pero recuperaron a muchos de sus primeros seguidores. En 2012 la agrupación publicó su décimo quinto disco de estudio La Futura, su primer trabajo en cerca de diez años que los posicionó nuevamente en las listas musicales de todo el mundo.
Con cinco décadas de carrera musical poseen docenas de discos de oro y de platino, siendo una de las bandas más exitosas del sur del país norteamericano. Solo en los Estados Unidos han vendido cerca de 25 millones de copias y hasta el 2014 se estimó que sus ventas superaban los 50 millones a nivel mundial.
Es una de las bandas musicales más estables de la historia; estuvo conformada desde su fundación en 1969 y durante 52 años (2021) por los mismos miembros hasta el fallecimiento de su bajista.

## Historia

### Primeros años

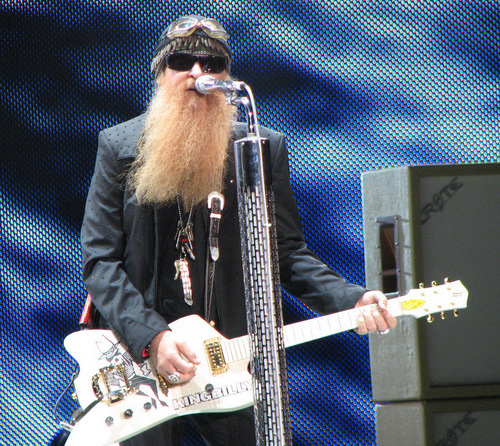
Billy Gibbons, compositor principal de la banda.

En 1967 los miembros de la banda eran parte de dos agrupaciones distintas de Texas, por un lado, Gibbons era el guitarrista y compositor de The Moving Sidewalks, mientras que Hill y Beard eran parte de American Blues. En 1969 Gibbons decidió abandonar su banda y crear una nueva junto al bajista y teclista Lanier Greig y al baterista Dan Mitchell. A los pocos meses después Greig fue reemplazado por Billy Ethridge y Mitchell por Frank Beard, pero Ethridge renunció a la banda solo semanas después. Para suplantarlo Beard recomendó a su amigo y excompañero en American Blues, Dusty Hill, que ingresó meses antes de que firmaran su primer contrato discográfico con London Records.
El nombre de la banda se originó en el pequeño apartamento que tenía Gibbons, ya que en sus paredes poseía varios afiches de sus artistas favoritos y se dio cuenta de que la gran mayoría de ellos comenzaban con iniciales. Por ello, tomó los nombres de los músicos de blues B.B. King y de Z.Z. Hill y creó ZZ King, pero al ver que sonaba muy similar a Z.Z. Hill lo desechó en un principio. Al no quedar conforme con el nombre, cambió la palabra king por top, ya que para él ser king, rey en español, era ser lo máximo, top en inglés, y de esa forma nació ZZ Top.
En 1971 publicaron su primer álbum de estudio ZZ Top's First Album, que obtuvo excelentes críticas gracias a su estilo influenciado en el blues y el rock sureño y por sus letras con el característico humor tejano, que les permitió girar por pequeños bares y festivales del estado estadounidense durante ese mismo año. Al año siguiente lanzaron el disco Rio Grande Mud que continuó con el mismo sonido, pero recibió mayor atención que el anterior ya que ingresó en el puesto 104 en la lista Billboard 200. Este incluyó el sencillo «Francene» que también ingresó en las listas de popularidad de Estados Unidos en el puesto 69. Para la gira promocional fueron invitados por la banda inglesa The Rolling Stones para abrir sus conciertos en los estados del sur del país estadounidense.

### El reconocimiento en los Estados Unidos

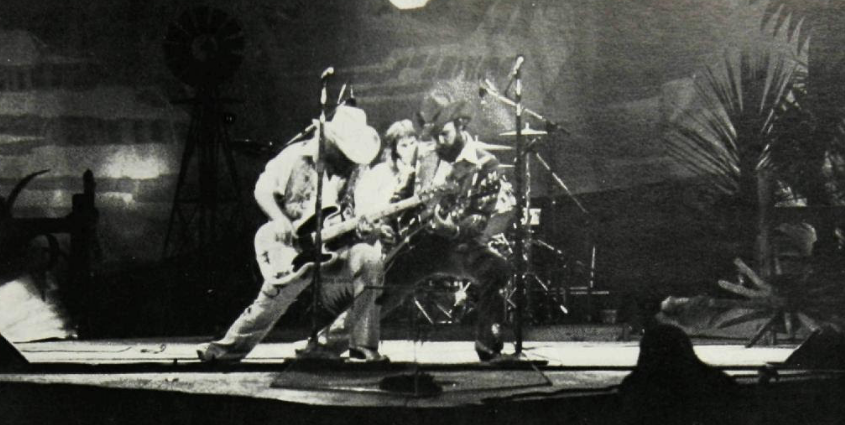
ZZ Top en 1976

En 1973 publicaron su disco más exitoso hasta ese momento Tres Hombres, que consiguió gran atención de las emisoras de radio de todo los Estados Unidos, como también alcanzó la posición número 8 en los Billboard 200 y recibieron su primer disco de oro en aquel país al año siguiente. El álbum incluyó temas como «Waitin' for the Bus», «Jesus Just Left Chicago» y «La Grange», el que fue lanzado como sencillo y que obtuvo el puesto 41 en la lista Billboard Hot 100. Durante una extensa gira por los estados del sur y centro del país estadounidense, abrieron para bandas como Alice Cooper, Peter Frampton y Ike & Tina Turner. En 1974 y como celebración del Labor Day, la banda tocó en la Universidad de Texas en Austin frente a más de 80 000 personas, siendo el concierto más numeroso de esta ciudad estadounidense.
En 1975 la banda retornó a los estudios para grabar el álbum Fandango!, que se publicó en el mismo año. Al igual que el anterior logró entrar entre los diez más vendidos de la lista Billboard y nuevamente recibieron disco de oro, al superar las 500 mil copias vendidas. Gracias a este nuevo disco de estudio y en especial al sencillo «Tush», recorrieron gran parte de su país natal; desde Nueva York hasta San Francisco abriendo en algunos conciertos para la banda británica Status Quo y también siendo ellos el artista principal, contando con las bandas Blue Öyster Cult y Slade como teloneros. A finales de la gira en enero de 1976 tocaron por primera vez en Canadá, apoyando a la banda canadiense Downchild Blues Band y a la inglesa Mott the Hoople.
A mediados de 1976 lanzaron el álbum Tejas, que no obtuvo la misma recepción de los anteriores discos por parte de los críticos. Sin embargo, obtuvo el tercer disco de oro para la banda como también una gran recepción de los seguidores en la gira promocional llamada Worldwide Texas Tour. En aquella gira fueron acompañados nuevamente por Blue Öyster Cult, por el cantante irlandés Rory Gallagher y también por el artista tejano Jay Boy Adams, presentándose en total ante más de un millón de seguidores estadounidenses.

### Contrato con Warner Bros. y la internacionalización
Tras terminar la gira del álbum Tejas la banda se tomó un receso de más de dos años, tiempo en el cual Gibbons y Hill comenzaron a dejar crecer sus barbas, dando un nuevo toque a su ya peculiar imagen sobre el escenario. En noviembre de 1977 el sello London publicó el primer recopilatorio de la banda The Best of ZZ Top, que además fue el último trabajo con esta casa discográfica ya que la agrupación puso fin a su contrato meses más tarde. Con la idea de internacionalizar su carrera, la banda firmó con la multinacional Warner Bros. Records para sus futuros trabajos. Es así que en 1979 publicaron el primer disco con el sello estadounidense Degüello, que rápidamente se certificó con su primer disco de platino en los Estados Unidos y que además alcanzó la posición 24 en la lista Billboard 200. Este contiene la canción «I Thank You» original de la banda de soul Sam & Dave y «Cheap Sunglasses», los que fueron lanzados como sencillos entrando ambos en el top 100 en su país natal. Durante la gira promocional a la cual llamaron Expect No Quarter Tour, tocaron por primera vez en Europa, concretamente en Alemania Occidental, Francia e Inglaterra.
En 1981 publicaron su séptimo trabajo de estudio El Loco, que marcó en parte el inicio del nuevo sonido de la banda que en la década de los ochenta los haría más famosos que nunca. Al igual que los álbumes anteriores nuevamente recibieron disco de oro otorgado por la Recording Industry Association of America. De este se extrajeron tres sencillos promocionales; «Leila», «Pearl Necklace» y «Tube Snake Boogie», que debutaron en la lista de popularidad de su país en muy buenos puestos. Con la gira El Loco-Motion Tour regresaron a Europa, debutando en Suecia y en los Países Bajos, y retornaron a Inglaterra, Francia y Alemania Occidental, esta vez con ocho conciertos durante el mes de octubre de 1981 solo en el país germano.

### El uso de sintetizadores y el éxito comercial

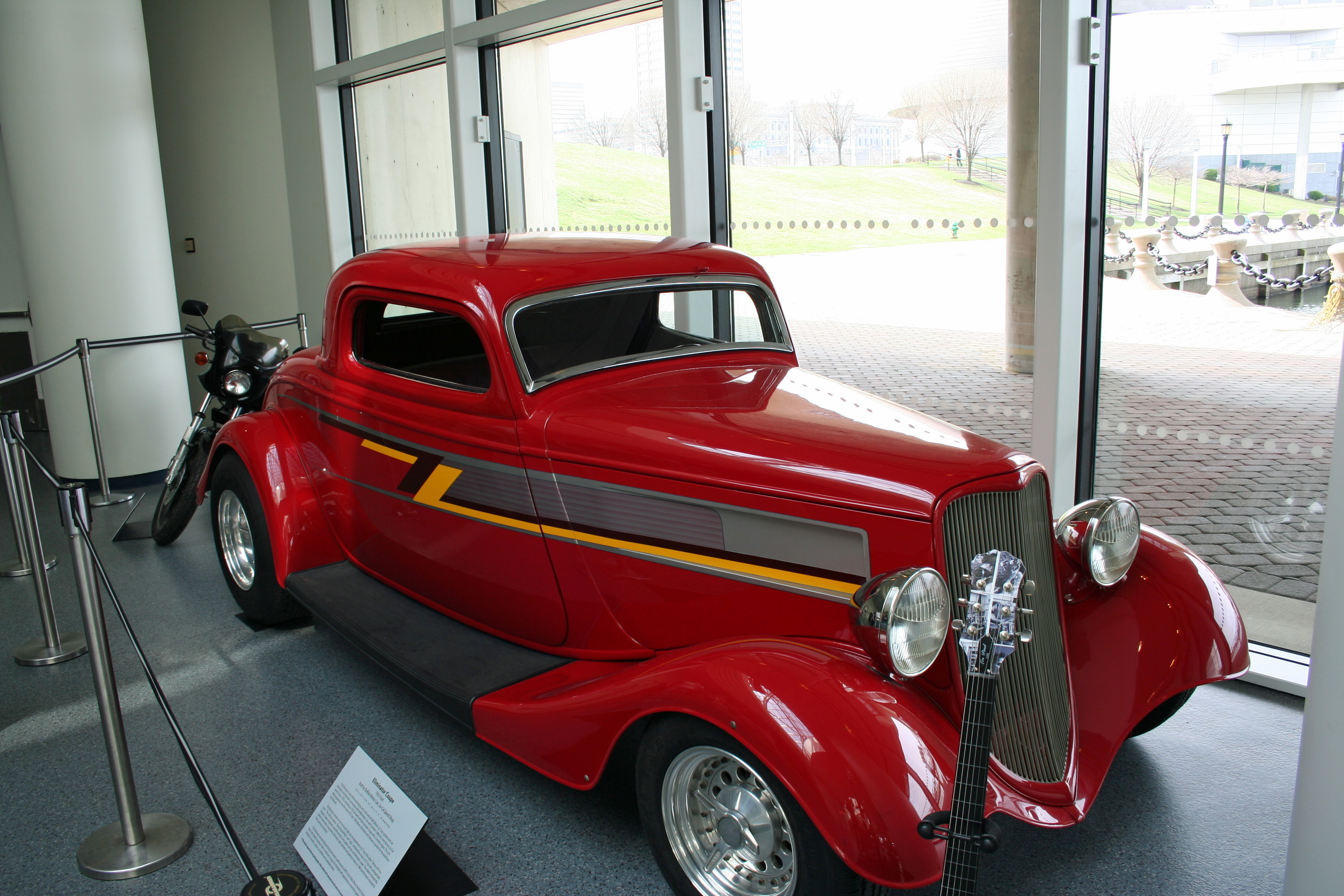
El Ford Coupé 1933 portada del disco Eliminator

En 1983 lanzaron su octavo álbum de estudio Eliminator, que terminó de definir el nuevo sonido que ya traían desde El Loco. A pesar de poseer en gran medida el estilo rock electrónico y el uso casi abusivo de los sintetizadores, la banda no se alejó del todo de su estilo preponderante, el blues rock. Este cambio de estilo fue un golpe exitoso en el mercado mundial, ya que rápidamente alcanzó el puesto 6 en los Estados Unidos y el puesto 3 en el Reino Unido, por ejemplo. Con el pasar de los años, el disco ha sido el más exitoso de la banda, muestra de eso es que solo en Estados Unidos ha vendido más de 10 millones de copias, siendo certificado con disco de diamante en 1996. Para promocionar el disco fueron lanzados los sencillos «Gimme All Your Lovin'», «Got Me Under Pressure» y «Sharp Dressed Man» en el mismo año, que rápidamente se posicionaron en las listas musicales de varios países. Al año siguiente fueron lanzados también «Legs» y «TV Dinners», que al igual que los anteriores entraron en varias listas mundiales. Gracias al éxito comercial del disco, además fueron grabados los vídeos musicales de cuatro de estos sencillos, siendo rotados regularmente en la cadena televisiva MTV. En 1984, el vídeo de «Legs» obtuvo el premio MTV a mejor vídeo de un grupo musical y «Sharp Dressed Man» obtuvo el premio a mejor director. En cuanto a la gira promocional recorrieron los Estados Unidos junto a Sammy Hagar y Quiet Riot como teloneros y tocaron por primera vez en Irlanda, Noruega, Dinamarca y Bélgica, entre otros países europeos. En agosto de 1983 fueron parte del cartel del festival Monsters of Rock celebrado en el Reino Unido, donde compartieron escenario con Diamond Head, Dio, Whitesnake, Twisted Sister y Meat Loaf. En enero y febrero de 1984, dieron las últimas presentaciones en los Estados Unidos con Night Ranger como artista invitado. Tras ello la banda se tomó un receso de la escena musical durante algunos meses.
En octubre de 1985 publicaron un nuevo disco de estudio Afterburner, que continuó con el sonido marcado por el uso de sintetizadores y por el gran recibimiento en las listas de todo el mundo. En solo cuestión de días obtuvo el puesto 4 en la lista Billboard 200 y el segundo lugar en los UK Albums Chart del país británico, como también el primer puesto en Nueva Zelanda. A pesar de ser más exitoso en las listas que Eliminator, las ventas no pudieron superar el éxito comercial del anterior. Sin embargo, igual alcanzó la certificación de quíntuple disco de platino en su país natal. En cuanto a su promoción fueron lanzados siete de sus canciones como sencillos, entre ellos destacaron «Sleeping Bag» y «Stages», ya que ambos obtuvieron el puesto número 1 en la lista Mainstream Rock Tracks. Al igual que en el disco anterior los vídeos musicales eran importante para la promoción del álbum. Por ello, se grabaron los vídeos de «Stages», «Sleeping Bag», «Rough Boy» y «Velcro Fly», este último fue el que más destacó ya que poseía una interesante coreografía creada por la cantante de pop Paula Abdul. Por último y durante la gira Afterburner World Tour, que duró hasta los primeros meses de 1987, tocaron por primera vez en Japón y en Australia.

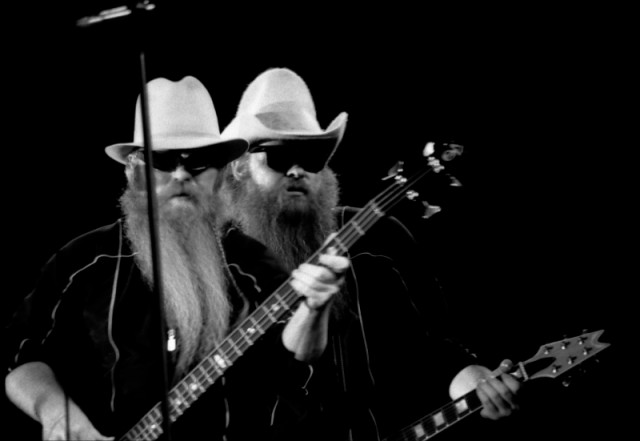
Dusty Hill y Billy Gibbons en vivo en 1983

En 1987 y aprovechando el éxito mundial de la banda, el sello Warner publicó el segundo álbum recopilatorio Six Pack, que contiene tres discos en donde se remasterizaron las canciones de los trabajos entre 1970 y 1981. Se agregaron además nuevos efectos de guitarra eléctrica y batería, acercando los temas setenteros a los nuevos sonidos de la agrupación. A pesar de aquello, el disco no obtuvo la recepción esperada.
En 1990 y tras tres años de ausencia en la escena musical publicaron el álbum Recycler, que inició el retorno a los riffs de los setenta pero sin perder del todo el uso de los teclados. A pesar de obtener el puesto 6 en la lista Billboard 200, las ventas no fueron las esperadas y solo logró la certificación de disco de platino en el país estadounidense. De este se extrajeron en total cinco sencillos promocionales, siendo «My Head's in Mississippi», «Concrete and Steel» y «Doubleback» números 1 en la lista estadounidense Mainstream Rock Tracks. En cuanto a la gira, durante el primer año fueron acompañados por Colin James y Jeff Healey por los Estados Unidos, mientras que en 1991 fueron teloneados por The Black Crowes y Extreme por su país natal y durante las presentaciones en Europa, Bryan Adams fue el encargado de abrir el show. En septiembre de 1991 y siendo la última presentación de la gira, tocaron por primera vez en México.
En 1992 Warner publicó el tercer recopilatorio de la banda Greatest Hits, que contiene los mayores éxitos entre los discos Degüello de 1979 hasta Recycler de 1990. Además contó con dos nuevas canciones «Gun Love» y el cover de Elvis Presley «Viva Las Vegas», temas que alcanzaron los puestos 8 y 16 en la lista Mainstream respectivamente. Hasta el día de hoy sigue siendo el recopilatorio más exitoso de la banda, con triple disco de platino en los Estados Unidos y con un disco de diamante en Francia. Por su parte, en 1993 fueron los encargados de presentar la inclusión de la banda Cream, durante la ceremonia del Salón de la Fama del Rock.

### Contrato con RCA Records y el retorno al sonido setentero

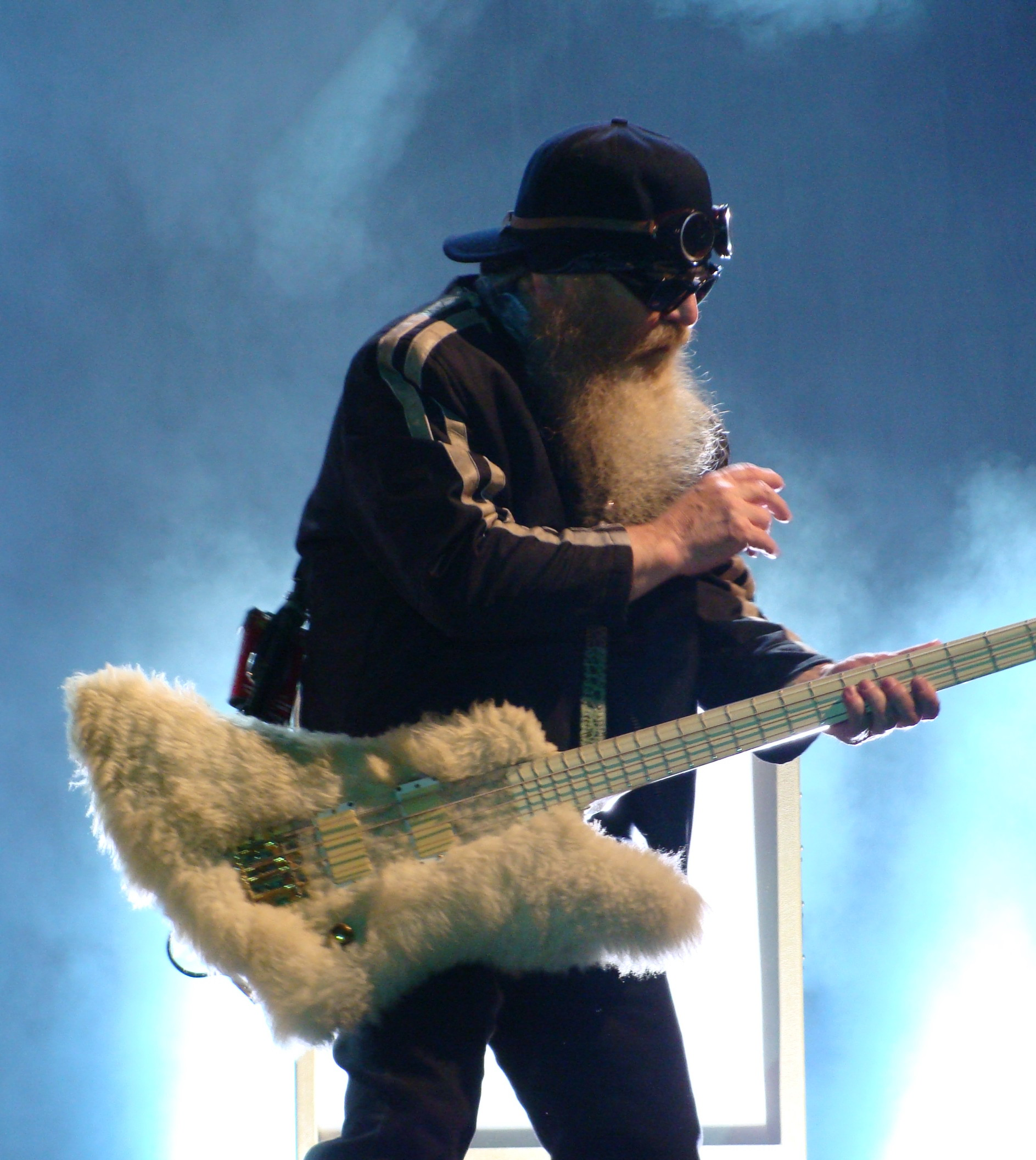
Dusty Hill en el año 2008

A finales de 1993 la banda firmó un contrato por 35 millones de dólares con RCA Records para la publicación de cuatro nuevos discos de estudio. Con tan solo meses lanzaron al mercado musical el primer álbum con el sello estadounidense Antenna, que marcó el retorno a las composiciones de la década de los setenta y el regreso en gran medida al blues rock, dejando atrás en cierta parte el uso de sintetizadores. Incluso ha sido comparado con el disco Tres Hombres, por el sonido de la guitarra y por sus letras cargadas al blues. Su undécimo álbum obtuvo el puesto 14 en los Estados Unidos y recibió disco de platino, después de vender más de un millón de copias. Además sus sencillos se posicionaron en los top 30, siendo «Pincushion» el sexto sencillo de la agrupación en alcanzar el primer lugar en la lista Mainstream. A pesar del éxito comercial del disco la gira fue más corta que las anteriores, aunque les permitió tocar por primera vez en Italia y República Checa.
En 1996 lanzaron el duodécimo disco de estudio, Rhythmeen, que terminó de definir el retorno al sonido setentero, dejando atrás el uso por completo de teclados y sintetizadores y adoptando incluso sonidos del garage rock. Gracias a ello la banda recuperó a algunos de sus antiguos seguidores, sin embargo, perdieron en gran parte la popularidad en las listas musicales ya que solo obtuvo el puesto 29 en los Estados Unidos, la posición más baja en más de diez años. Al contrario del disco, los cuatro sencillos promocionales siguieron con la popularidad en la lista Mainstream, alcanzando todos el top 40. Durante la gira del disco denominada Continental Safari Tour, tocaron por primera vez en Lituania, Rusia, Estonia, Luxemburgo y en cinco ciudades de España. Además, se presentaron por primera vez en Sudáfrica con ocho conciertos entre finales de junio y principios de agosto de 1996. En su segunda parte denominada Mean Rhythm Global Tour, tocaron en varias ciudades de los Estados Unidos durante los meses de mayo y octubre de 1997, que contó con las bandas Los Lobos, Kansas, Cheap Trick y George Thorogood como bandas de apoyo. Cabe señalar que el 26 de enero de 1997, fueron parte del evento de medio tiempo del Super Bowl XXXI compartiendo escenario con James Brown y The Blues Brothers, en donde interpretaron los temas «Tush» y «Legs».
En 1999 publicaron el disco XXX, con el cual dan inicio a la celebración del trigésimo aniversario de la banda. A pesar de tener un sonido cercano a sus trabajos setenteros, no llamó mucho la atención de las listas ya que solo alcanzó el puesto 100 en la lista Billboard 200. De igual manera, algunos críticos lo han considerado como el peor disco de la banda y que no estaba a la altura de la celebración de los treinta años de carrera. A pesar del recibimiento de la crítica, la gira promocional fue una de las más exitosas de la banda durante la década de los noventa. Esta vez fueron acompañados durante cerca de dos años por las agrupaciones Screamin' Cheetah Wheelies y Lynyrd Skynyrd, como teloneros en sus presentaciones por los Estados Unidos.

### Primeros años del nuevo milenio

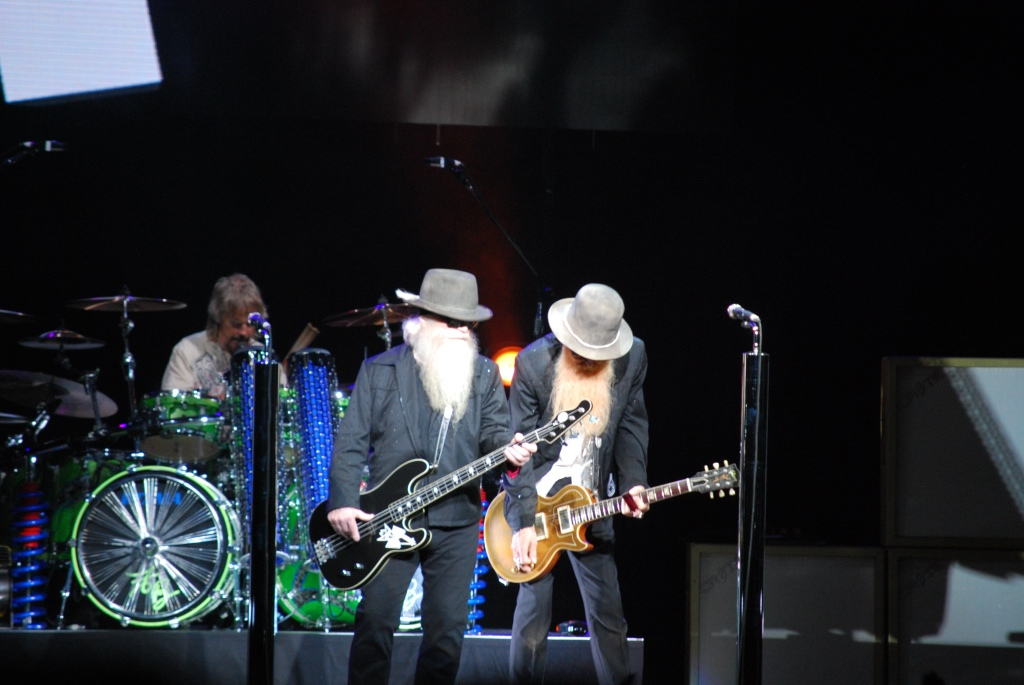
ZZ Top en Sao Paulo, Brasil

Tras una exitosa gira en abril del año 2000 por varias ciudades de Australia y Nueva Zelanda, la banda se preparó para lo que sería la gira por el continente europeo. Sin embargo, en julio y a solo días de iniciarla a Hill se le diagnosticó hepatitis C, lo que forzó a su cancelación. Debido a ello y durante varios meses Hill se sometió a tratamiento, hasta que se recuperó del todo a mediados de 2001. En mayo de 2002 retornaron a los escenarios con una pequeña gira por los Estados Unidos llamada Casino Tour, que contó con presentaciones en casinos y hoteles de algunas ciudades del país estadounidense. Durante octubre del mismo año realizaron la gira que había sido cancelada en Europa a mediados del año 2000, que contó con Gary Moore como artista invitado.
A principios de 2003, Clive Davis, presidente de RCA Records, les ofreció hacer un disco de colaboraciones similar al álbum Supernatural de Carlos Santana, pero lo descartaron y prefirieron grabar un nuevo disco de estudio. En abril del mismo año lanzaron al mercado Mescalero, que continuó con el retorno del blues rock y el hard rock  que ya venían de los trabajos anteriores, pero incluyó algunos toques de la música tejana. Este además contó como pista oculta una versión de «As Time Goes By», canción conocida por haber sido incluida en la película Casablanca de 1942. Para promocionar el disco y durante el mismo año la banda realizó la gira Beer Drinkers and Hell Raisers Tour, la que contó con Ted Nugent y el guitarrista de blues Kenny Wayne Shepherd como teloneros. Cabe señalar que en la última fecha tocaron en el recinto Compaq Center de la ciudad de Houston, siendo esta también la última presentación musical del recinto antes de su cierre y su posterior uso como iglesia cristiana. Al año siguiente continuaron de gira esta vez solo en los Estados Unidos y Canadá en el tour denominado Summer North American Tour.
En octubre de 2003, el sello Warner Bros. publicó la primera caja recopilatoria de la banda llamada Chrome, Smoke & BBQ, que consiste en cuatro discos que recorren los mayores éxitos desde el álbum debut ZZ Top's First Album hasta el recopilatorio Greatest Hits de 1992. Además, fueron agregadas tres temas escritos por Gibbons mientras era parte de The Moving Sidewalks. Al año siguiente fueron incluidos en el Salón de la Fama del Rock, ceremonia que fue presentada por el guitarrista y amigo de la banda Keith Richards, en donde interpretaron los temas «La Grange» y «Tush». Cabe señalar que con la inducción de la banda al museo, se exhibe desde entonces el vehículo Ford Coupe 1933 color rojo que figura en la portada del álbum Eliminator. Por otro lado, en junio del mismo año, el sello Warner publicó el quinto disco recopilatorio llamado Rancho Texicano, que destacó por contener una versión en vivo de «Cheap Sunglasses» y las versiones remasterizadas del vinilo de 12" de los temas «Legs» y «Velcro Fly». En el mismo año alcanzó el puesto 67 en la lista Billboard 200 y en 2012 el disco otra vez ingresó en las listas musicales de Estados Unidos, obteniendo esta vez el puesto 2 en la lista Top Pop Albums.

### Primer período de extensas giras (2005-2008)

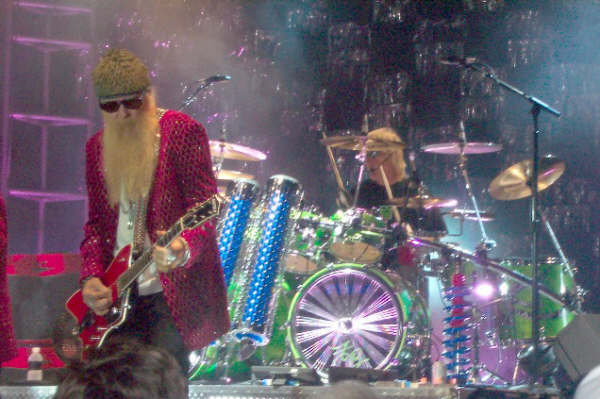
Billy y Frank en el festival Rock the Park 2006

En junio de 2005 iniciaron una gira de seis meses por los Estados Unidos y Canadá denominada Whack Attack Tour, con el fin de promocionar el recopilatorio Rancho Texicano, que dio inicio además a extensas giras que los mantuvieron durante seis años seguidos recorriendo el mundo. Por otra parte, en el primer semestre de 2006 se informó que ZZ Top se encontraba grabando su decimoquinto disco de estudio, lo que fue posteriormente desmentido por el equipo de la banda. En septiembre del mismo año sorprendieron al medio musical, tras poner fin al contrato con el sello RCA Records y con su mánager durante más de treinta años, Bill Ham, no dando explicaciones públicas de esta decisión.
En 2007 recorrieron varias ciudades de los Estados Unidos durante el Hollywood Blues Tour, con las bandas Robert Fortune Band y Laidlaw como artistas invitados. El 16 de mayo anunciaron la cancelación de las presentaciones del mes de junio y parte de julio por Europa, debido a un tumor benigno en el oído de Dusty Hill. Tras su recuperación, fueron invitados por Stray Cats para ser parte de su gira de reunión, que contó también con la banda The Pretenders por varias ciudades de Estados Unidos y Canadá. Finalmente la gira Hollywood Blues culminó el 31 de diciembre de 2007 en la ciudad de Aspen. En mayo de 2008 iniciaron El Camino Ocho Tour, que contó con presentaciones en Estados Unidos y Canadá, como también en Francia, Mónaco, Alemania y Portugal, entre otros países europeos. Durante las fechas por Norteamérica, el cantante de country Rodney Atkins y la banda de country y música folk Zac Brown Band fueron los artistas invitados. En esta gira, que duró hasta el mes de septiembre del mismo año, destacaron las presentaciones en el Orange Bowl celebrado en Miami y en el Auto Club Speedway de la NASCAR en Fontana, California.
El 24 de junio de 2008 fue lanzado el primer disco compacto y DVD en vivo llamado Live from Texas, que se grabó el 1 de noviembre de 2007 en el recinto Nokia Theatre de Grand Prairie, Texas, durante la gira Hollywood Blues Tour. La recepción del DVD fue más positiva que el disco compacto obteniendo los primeros puestos en las listas musicales del mundo, como también doble disco de platino en los Estados Unidos al superar las 200 000 copias vendidas.
Tan solo veinte días después del término de El Camino Ocho Tour, la banda inició la pequeña gira de veintitrés presentaciones denominada In Your Face Tour, que culminó el 1 de noviembre del mismo año. En esta, como en las Hollywood Blues y El Camino Ocho, fueron grabadas algunas canciones para lo que fue el segundo DVD, llamado Double Down Live que salió a la venta en octubre de 2009. Este contiene dos DVD, el primero con la presentación en el recinto Grugahalle en la ciudad alemana de Essen de 1980 y el segundo con canciones tomadas de las presentaciones en vivo de las giras ya mencionadas, entre los años 2007 y 2008.

### Segundo período de extensas giras (2009-2011)

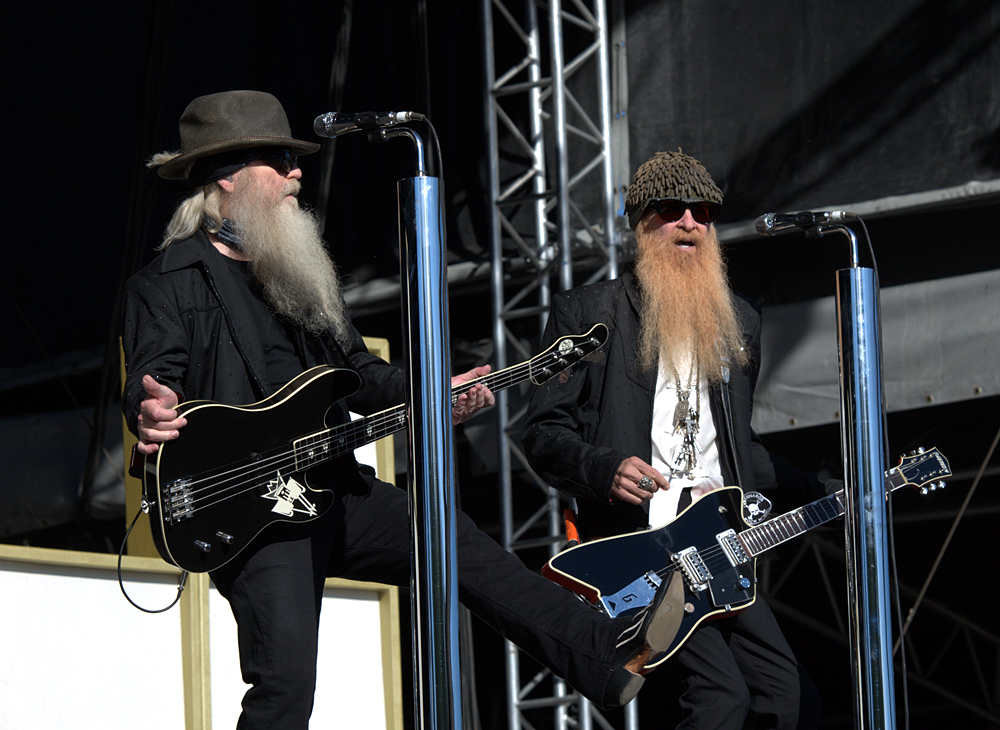
Dusty y Billy en Järvenpää, Finlandia en 2010

Durante 2009 ZZ Top inició cuatro nuevas giras, la primera de ellas denominada European Tour se llevó a cabo durante el mes de mayo y la primera quincena de junio, por distintas ciudades del continente europeo. De esta destacó la participación en el festival Download Festival en el Reino Unido, celebrado el 14 de junio. La segunda pequeña serie de conciertos fue llamada Aerosmith/ZZ Top Tour, que contó con la banda Aerosmith con motivos de la celebración del lanzamiento del videojuego Guitar Hero: Aerosmith. A pesar de ser una de las más esperadas por los seguidores estadounidenses de ese año, muchas de las fechas fueron canceladas tras el accidente que sufrió Steven Tyler en su pierna a principios de julio. Posteriormente en agosto y durante la presentación en Sturgis, Dakota del Sur, Tyler sufrió graves heridas tras caerse del escenario, lo que conllevó a la cancelación de otras fechas tanto en los Estados Unidos como en Canadá. El 20 de julio de 2009 se presentaron en el programa de lucha libre Monday Night Raw de la cadena USA Network siendo los anfitriones (general managers) del programa por un día.
En septiembre iniciaron la tercera gira de 2009, que fue llamada Necesity Is a Mother Tour, por varios países de Europa como también en algunas ciudades estadounidenses. De ésta destacó la presentación en el F1 Rocks, celebrado en el Circuito Urbano Marina Bay de la categoría Fórmula 1 en Singapur, que también significó la primera visita de ZZ Top a este país. En noviembre acabaron el año con la pequeña gira de catorce presentaciones por los Estados Unidos y Canadá, denominada Double Down Live Tour con el motivo de promocionar el DVD de mismo nombre. Ya en abril de 2010 comenzaron la gira 2010 World Tour, que contó con fechas en varios países de Europa y en varias ciudades de los Estados Unidos y Canadá. Con esta extensa gira que culminó en octubre del mismo año, ZZ Top tocó por primera vez en Sudamérica, con tres presentaciones en Brasil, una en Chile y otra en Argentina. En abril de 2011 iniciaron la gira 2011 World Tour, en varias ciudades de Australia, posteriormente en mayo y hasta octubre estuvieron visitando nuevamente ciudades estadounidenses como también algunas fechas en España, Suiza, Francia, Finlandia y Alemania.

### La Futura

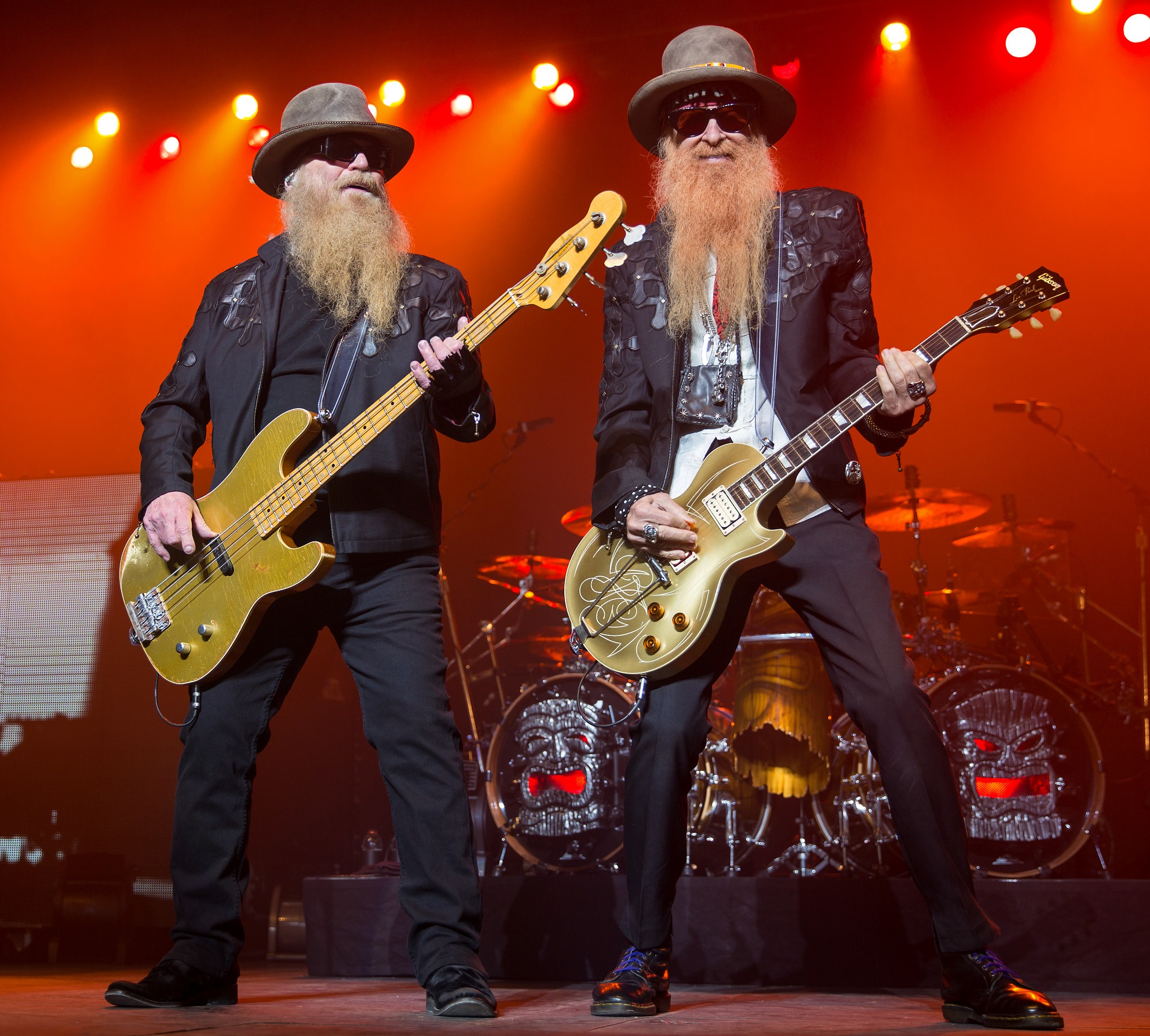
ZZ Top en vivo en San Antonio, Texas, en 2015

El 2 de julio de 2008 la banda firmó un contrato con la compañía discográfica American Recordings, cuyo dueño es el productor Rick Rubin. El motivo de este contrato fue relanzar la carrera musical de la banda tras años de ausencia, situación que Rubin ya había hecho con los artistas Johnny Cash y Neil Diamond. En agosto de 2011 y después de tres años de contrato con American Recordings, Gibbons confirmó la grabación de un nuevo álbum de estudio, que según sus palabras esperaban para abril de 2012. Tras retrasarse la fecha de lanzamiento, en junio de 2012 publicaron un EP a través de ITunes llamado Texicali, que contó con cuatro de las nuevas canciones, siendo además el primer nuevo material desde Mescalero de 2003.
Finalmente en septiembre del mismo año fue publicado el álbum La Futura, que obtuvo excelente recepción por parte de los críticos. Para promocionarlo fue lanzado como sencillo el tema «I Gotsta Get Paid», que fue incluido como banda sonora de la película Battleship. Con tan solo semanas de su lanzamiento, el disco se ubicó en el puesto 6 de la lista Billboard 200 y en el primer puesto de los Top Hard Rock Albums, manteniéndose en este último hasta principios de 2013. En cuanto a su gira promocional, se inició a principios de marzo de 2013 por varias ciudades de Australia y los llevó a varios países europeos, Estados Unidos y Canadá hasta principios de agosto de 2014. El 8 de agosto de 2014 en Missoula, Montana, iniciaron la Beards 'N Beck Tour, gira que duró solo veinte días y que contó con la participación de Jeff Beck. En enero de 2015 volvieron a salir de gira, con varias fechas por Europa y Norteamérica, cuya presentación final se celebró el 4 de octubre en el festival Louder than Life de Louisville, Kentucky. Más tarde, realizaron dos giras mundiales, primero en 2016 con Fall Tour y en 2017 con The Tonnage Tour.

### 50 Aniversario y Muerte de Dusty Hill
En una entrevista del año 2018, Billy Gibbons indicó que para el año siguiente había planeados grandes acontecimientos para el 50 aniversario de la banda. Esto incluiría una nueva gira y quizás nueva música.
Finalmente, el día 17 de mayo del año 2019, la banda dio inicio a su 50th Anniversary Tour, en Dallas, Texas. Durante el año 2020 se tuvo que dar un parón indefinido a la gira debido a la pandemia por la Covid-19; sin embargo, dicho parón únicamente duró hasta el día 16 de julio de 2021.
El 28 de julio del año 2021, se confirmó que Dusty Hill, bajista de la banda, falleció mientras dormía. A pesar de la muerte de su bajista de toda una vida, la banda comunicó que continuarían con las fechas estipuladas hasta ese momento para el tour de su 50 Aniversario. El reemplazo en la banda para Dusty Hill fue el técnico de la banda desde hacía más de 30 años, Elwood Francis.
En la actualidad, la banda sigue adelante con su tour del 50 Aniversario hasta su finalización. Posteriormente ZZ Top editó Raw, banda de sonido del documental de 2019 That Little Ol' Band From Texas, que además contenía material grabado por Hill previo a su fallecimiento.

## Influencias
ZZ Top ha sido influenciado por varias agrupaciones y guitarristas tanto de rock, blues y hard rock de los años sesenta y principios de los setenta, como Cream, Led Zeppelin, Jimi Hendrix, The Rolling Stones, B.B. King, The Doors, Jeff Beck, John Lee Hooker y The Who, entre otros.
A su vez ellos han influenciado a otras bandas como Van Halen, Guns N' Roses, Blues Traveler, Buckcherry, The Black Crowes, Stevie Ray Vaughan, Meat Puppets, Jon Spencer, Kid Rock, Pantera , Jonny Lang y Nashville Pussy, entre otros.

## Aparición en el cine y la televisión

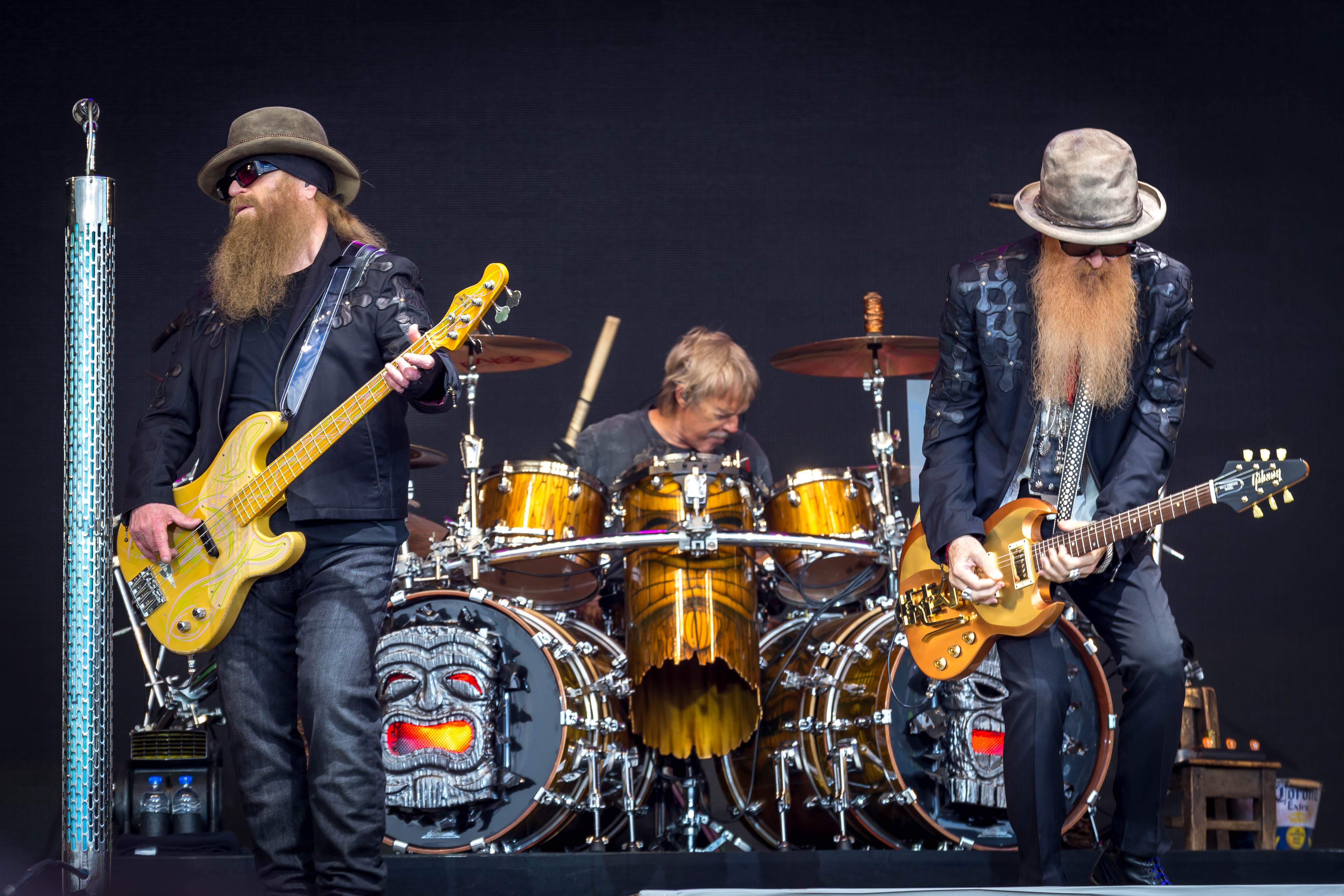
ZZ top actuando en el escenario

Desde que ZZ Top creó su imagen artística con enormes barbas, gafas de sol, sombreros y trajes que emulan a los vaqueros tejanos se ganaron un espacio en el mundo del cine y la televisión. La primera aparición de renombre fue en 1990 en la película Back to the Future Part III, donde no solo colaboraron con la canción «Doubleback» como el tema oficial del filme, sino también la arreglaron en estilo viejo oeste interpretándola ellos mismos en la escena de la fiesta del pueblo. En el mismo año hicieron un cameo en la película Mother Goose Rock 'n' Rhyme, en donde interpretaron la canción folclórica estadounidense «Three Men in a Tub».
Además han participado en algunas series de televisión como en el episodio «Gumbly with a Pokey» de Two and a Half Men en 2010. En 2007 colaboraron con sus voces en el episodio «Hank Gets Dusted» de la serie animada King of the Hill. De igual manera Gibbons apareció como padre de Angela Montenegro en la serie Bones.
También algunas de sus canciones han aparecido en diversas series, como «Sharp Dressed Man» que es el tema principal de la serie de telerrealidad Duck Dynasty, del canal A&E. Sin embargo las más recurrentes son «La Grange» y «Tush», que han figurado en películas de Hollywood como Dazed and Confused, Ghost Rider, Armageddon y Shanghai Noon, entre otros. En series de televisión como Miami Vice y Breaking Bad, solo por mencionar algunas, y en comerciales de marcas multinacionales como Samsung y Wrangler.

## Miembros

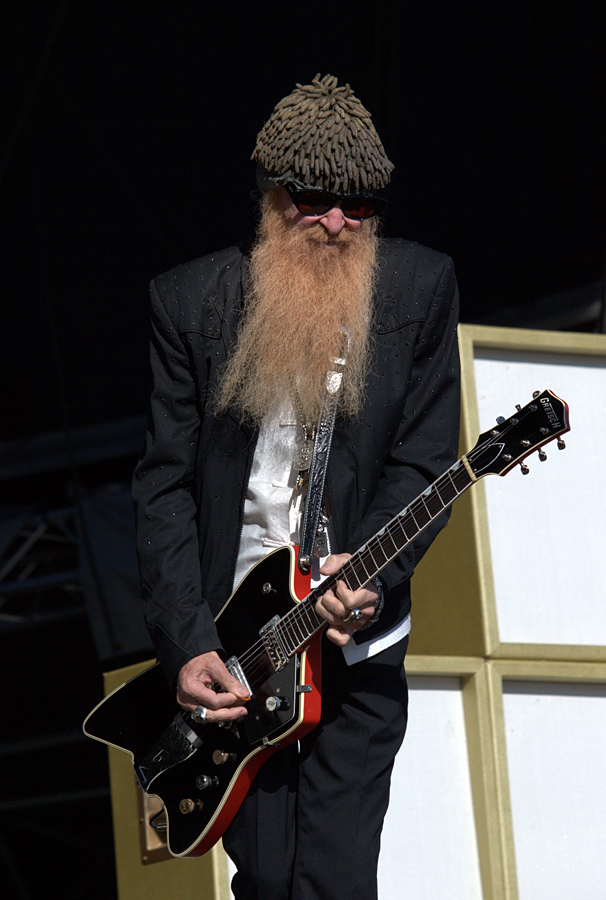
Billy Gibbons guitarra eléctrica, voz y coros
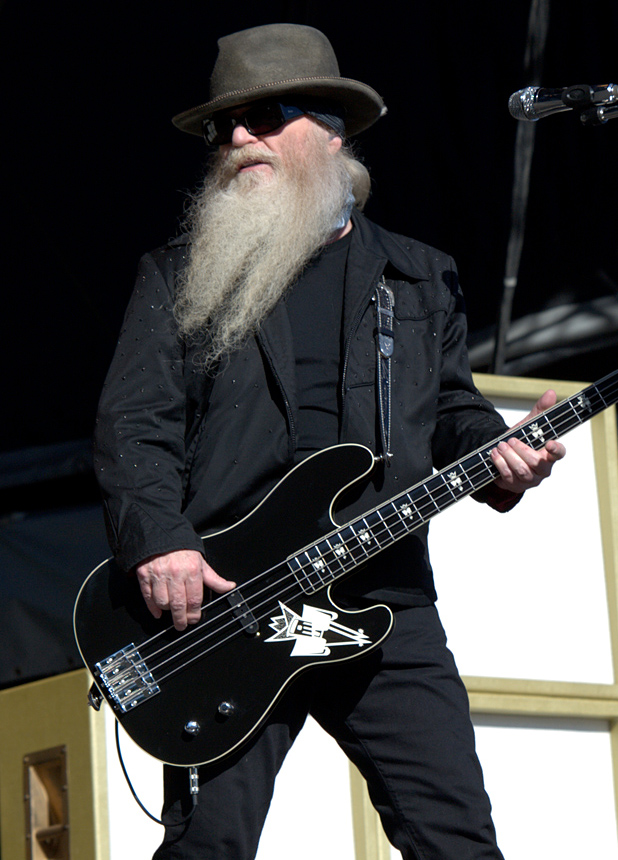
Dusty Hill bajo, teclados, coros y voz
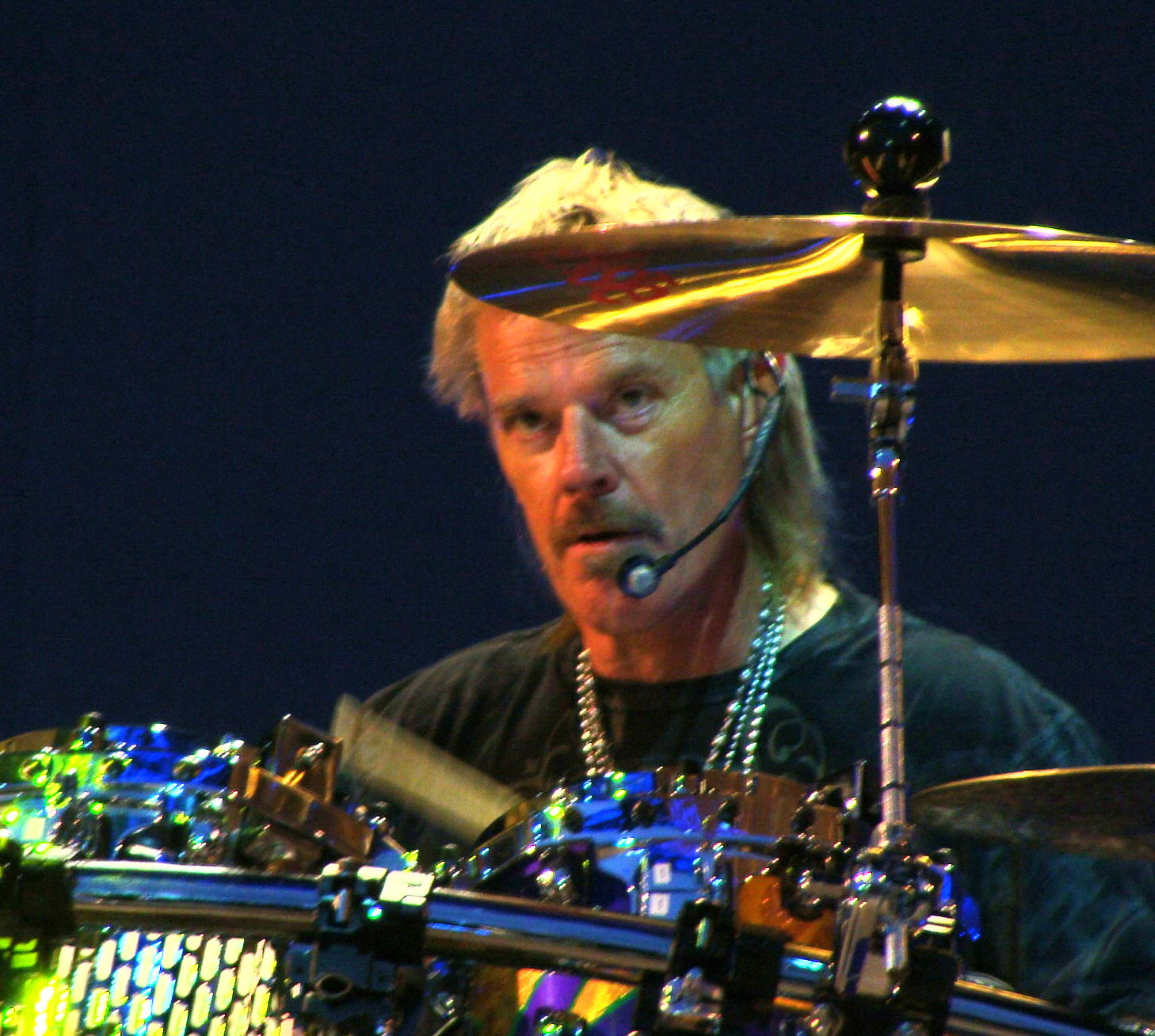
Frank Beard batería y percusión

| - Billy Gibbons: guitarra, voz y coros (1969-) - Frank Beard: batería, percusión (1969-) - Elwood Francis: bajo, voz y coros (2021-) | - Dan Mitchell: batería (1969) - Lanier Greig: Órgano, bajo (1969; fallecido en 2013) - Billy Ethridge: bajo, teclados (1969-1970) - Dusty Hill: bajo, voz, coros, teclados (1970-2021; fallecido en 2021) |

## Discografía
Álbumes de estudio
- 1971: ZZ Top's First Album
- 1972: Rio Grande Mud
- 1973: Tres Hombres
- 1975: Fandango!
- 1977: Tejas
- 1979: Degüello
- 1981: El Loco
- 1983: Eliminator
- 1985: Afterburner
- 1990: Recycler
- 1994: Antenna
- 1996: Rhythmeen
- 1999: XXX
- 2003: Mescalero
- 2012: La Futura
- 2022: Raw